# Stefania woodleyi
Stefania woodleyi és una espècie de granota que es troba a Guyana i, possiblement també, al Brasil.